# 阿霍孫托山
14°49′04″S 72°46′23″W / 14.81778°S 72.77306°W
阿霍孫托山（Aqu Suntu），是秘魯的山峰，位於該國南部阿雷基帕大區，由拉烏尼翁省的瓦伊納科塔斯區負責管轄，屬於萬索山脈的一部分，海拔高度5,243米。